# Soner Arıca
Soner Arıca (* 5. Februar 1966 in Fatsa) ist ein türkischer Popmusiker.

## Leben
Soner Arıca wuchs als jüngster von sieben Geschwistern in Fatsa in der Provinz Ordu auf und zog später nach Istanbul. Nach erfolgreichem Studium der Wirtschaftswissenschaften an der Marmara-Universität begann er 1986 als Model zu arbeiten und ging dieser Tätigkeit fünf Jahre nach. Seit 1992 widmet er sich der Musik.
Arıca ist der Bruder von Erdoğan Arıca und der Neffe von Kadir İnanır.

## Diskografie
| Alben - 1992: Bir Umut - 1994: En Güzel Serüven - 1995: Yaşıyorum - 1997: Herşey Yolunda - 1999: Şarkılar Var - 2001: Kusursuz Aşk - 2004: Hatıram Olsun - 2005: Benim Adım Aşk - 2006: Remixes / Bu Yaz Biz - 2010: Yarın Her Şey Değişebilir - 2013: Başka İklimin Çiçekleri EPs - 2014: İyisi Geliyor | Livealben - 2018: Acoustic, Vol. 1 - 2020: Live & Piano, Vol. 1 Remixalben - 1996: Yalvarma Remix - 1998: Sen Mutlu Ol (Cover & Remix) - 2000: Remix - 2002: Remix Kompilation - 1998: Jest Of - 2003: Best Of (1993-2003) / Aşkla Oldu... - 2007: En İyileriyle - 2012: Şarkılar Aşk'ı Söyler |

Singles (Auswahl)
- 1994: Vefasız
- 2015: Neler Oluyor Hayatta (mit Kuzey Köker)
- 2019: Kaç Kere